# Wereldbeker boogschieten 2013
De achtste editie van de wereldbeker boogschieten werd gehouden van 13 mei tot 22 september 2013. Er werden vier wereldbekerwedstrijden gehouden die afgesloten werd met een finale in de individuele nummers en de gemengde competitie.

## Finale
De finale werd gehouden in Parijs, Frankrijk van 21 tot 22 september 2013.
| M/V                    | Onderdeel                                        | Goud                                  | Zilver          | Brons |
| Mannen                 |                                                  |                                       |                 |       |
| Recurve - individueel  | Oh Jin-hyek                                      | Dai Xiaoxiang                         | Brady Ellison   |       |
| Compound - individueel | Martin Damsbo                                    | Braden Gellenthien                    | Sergio Pagni    |       |
| Vrouwen                |                                                  |                                       |                 |       |
| Recurve - individueel  | Yun Ok-hee                                       | Deepika Kumari                        | Cui Yuanyuan    |       |
| Compound - individueel | Alejandra Usquiano                               | Erika Jones                           | Albina Loginova |       |
| Teams                  |                                                  |                                       |                 |       |
| Recurve - gemengd      | Zuid-Korea Oh Jin-hyek Yun Ok-hee                | Frankrijk Cyrielle Cotry Gaël Prevost | –               |       |
| Compound - gemengd     | Frankrijk Pierre Julien Deloche Pascale Lebecque | Italië Sergio Pagni Marcella Tonioli  | –               |       |

## Stages

### Stage 1
De eerste stage werd gehouden van 13 tot 19 mei 2013 in Shanghai.
| M/V                    | Onderdeel                                                        | Goud                                                          | Zilver                                                      | Brons |
| Mannen                 |                                                                  |                                                               |                                                             |       |
| Recurve - individueel  | Oh Jin-hyek                                                      | Jin Jae-wang                                                  | Shungo Tabata                                               |       |
| Recurve - team         | Zuid-Korea Im Dong-hyun Lee Seung-yun Oh Jin-hyek                | China Dai Xiaoxiang Xing Yu Zhang Jianping                    | Frankrijk Thomas Aubert Gaël Prévost Jean-Charles Valladont |       |
| Compound - individueel | Braden Gellenthien                                               | Martin Damsbo                                                 | Reo Wilde                                                   |       |
| Compound - team        | Verenigde Staten Braden Gellenthien Reo Wilde Rodger Willett Jr. | Italië Luigi Dragoni Bovini Mauro Sergio Pagni                | Zuid-Korea Choi Yong-hee Min Li-hong Yang Young-ho          |       |
| Vrouwen                |                                                                  |                                                               |                                                             |       |
| Recurve - individueel  | Yun Ok-hee                                                       | Deepika Kumari                                                | Joo Hyun-jung                                               |       |
| Recurve - team         | Chinees Taipei Lin Fang-yu Tan Ya-ting Wu Chia-hung              | Oekraïne Viktoria Koval Anastasia Pavlova Lidia Sitsjennikova | Zuid-Korea Chang Hye-jin Joo Hyun-jung Ki Bo-bae            |       |
| Compound - individueel | Seok Ji-hyun                                                     | Erika Jones                                                   | Albina Loginova                                             |       |
| Compound - team        | Zuid-Korea Choi Bo-min Seo Jung-hee Seok Ji-hyun                 | Verenigde Staten Carli Cochran Erika Jones Jamie Van Natta    | India Trisha Deb Gagandeep Kaur Lily Chanu Paonam           |       |
| Teams                  |                                                                  |                                                               |                                                             |       |
| Recurve - gemengd      | Verenigde Staten Brady Ellison Khatuna Lorig                     | India Deepika Kumari Jayanta Talukdar                         | Zuid-Korea Chang Hye-jin Oh Jin-hyek                        |       |
| Compound - gemengd     | Verenigde Staten Braden Gellenthien Erika Jones                  | Zuid-Korea Min Li-hong Yip Pui-lam                            | Italië Sergio Pagni Marcella Tonioli                        |       |

### Stage 2
De tweede stage werd gehouden van 10 tot 16 juni 2013 in Antalya.
| M/V                    | Onderdeel                                               | Goud                                                             | Zilver                                                              | Brons |
| Mannen                 |                                                         |                                                                  |                                                                     |       |
| Recurve - individueel  | Oh Jin-hyek                                             | Juan René Serrano                                                | Zhang Jianping                                                      |       |
| Recurve - team         | Zuid-Korea Im Dong-hyun Lee Seung-yun Oh Jin-hyek       | Japan Takaharu Furukawa Shohei Ota Shungo Tabata                 | China Zhang Shuai Xing Yu Zhang Jianping                            |       |
| Compound - individueel | Patrick Laursen                                         | Georg Dollinger                                                  | Martin Damsbo                                                       |       |
| Compound - team        | Denemarken Martin Damsbo Stephan Hansen Patrick Laursen | Verenigde Staten Braden Gellenthien Reo Wilde Rodger Willett Jr. | Frankrijk Pierre-Julien Deloche Christophe Doussot Dominique Genet  |       |
| Vrouwen                |                                                         |                                                                  |                                                                     |       |
| Recurve - individueel  | Cui Yuanyuan                                            | Yun Ok-hee                                                       | Ki Bo-bae                                                           |       |
| Recurve - team         | Zuid-Korea Chang Hye-jin Yun Ok-hee Ki Bo-bae           | Japan Yuki Hayashi Ayano Kato Kaori Kawanaka                     | Oekraïne Viktoria Koval Anastasia Pavlova Lidia Sitsjennikova       |       |
| Compound - individueel | Sara López                                              | Seok Ji-hyun                                                     | Kristina Berger                                                     |       |
| Compound - team        | Colombia Sara López Maja Marcen Alejandra Usquiano      | Verenigde Staten Carli Cochran Erika Jones Jamie Van Natta       | Rusland Viktoria Balzjanova Svetlana Tsjerkasjnjova Albina Loginova |       |
| Teams                  |                                                         |                                                                  |                                                                     |       |
| Recurve - gemengd      | China Cui Yuanyuan Xing Yu                              | Zuid-Korea Ki Bo-bae Lee Seung-yun                               | Mexico Aída Román Juan René Serrano                                 |       |
| Compound - gemengd     | Italië Sergio Pagni Marcella Tonioli                    | India Rajat Chauhan Manjudha Soy                                 | Canada Dietmar Trillus Ashley Wallace                               |       |

### Stage 3
De derde stage werd gehouden van 15 tot 21 juli 2013 in Medellín.
| M/V                    | Onderdeel                                                          | Goud                                                             | Zilver                                                       | Brons |
| Mannen                 |                                                                    |                                                                  |                                                              |       |
| Recurve - individueel  | Dai Xiaoxiang                                                      | Jeff Henckels                                                    | Zhang Jianping                                               |       |
| Recurve - team         | Mexico Luis Álvarez Juan René Serrano Luis Eduardo Velez           | Maleisië Atiq Bazil Bakri Haziq Kamaruddin Khairul Anuar Mohamad | Verenigde Staten Brady Ellison Jake Kaminski Jacob Wukie     |       |
| Compound - individueel | Reo Wilde                                                          | Braden Gellenthien                                               | Dietmar Trillus                                              |       |
| Compound - team        | Frankrijk Pierre-Julien Deloche Christophe Doussot Dominique Genet | Verenigde Staten Braden Gellenthien Reo Wilde Rodger Willett Jr. | India Rajat Chauhan Ratan Singh Khuraijam Sandeep Kumar      |       |
| Vrouwen                |                                                                    |                                                                  |                                                              |       |
| Recurve - individueel  | Inna Stepanova                                                     | Miranda Leek                                                     | Cui Yuanyuan                                                 |       |
| Recurve - team         | India Rimil Buriuly Deepika Kumari Bombayla Devi                   | China Cheng Ming Cui Yuanyuan Xú Jīng                            | Verenigde Staten Michelle Gilbert Miranda Leek Khatuna Lorig |       |
| Compound - individueel | Alejandra Usquiano                                                 | Erika Jones                                                      | Ana Mendoza                                                  |       |
| Compound - team        | Verenigde Staten Carli Cochran Erika Jones Brittany Lorenti        | Colombia Sara López Maja Marcen Alejandra Usquiano               | Venezuela Luzmary Guedez Jhoaneth Leal Ana Mendoza           |       |
| Teams                  |                                                                    |                                                                  |                                                              |       |
| Recurve - gemengd      | China Dai Xiaoxiang Xú Jīng                                        | Verenigde Staten Brady Ellison Khatuna Lorig                     | India Atanu Das Deepika Kumari                               |       |
| Compound - gemengd     | Italië Sergio Pagni Marcella Tonioli                               | Denemarken Martin Damsbo Camilla Soemod                          | België Michael Cauwe Sarah Prieels                           |       |

### Stage 4
De derde stage werd gehouden van 19 tot 25 augustus 2013 in Wrocław.
| M/V                    | Onderdeel                                                  | Goud                                                       | Zilver                                                       | Brons |
| Mannen                 |                                                            |                                                            |                                                              |       |
| Recurve - individueel  | Lee Seung-yun                                              | Jin Jae-wang                                               | Im Dong-hyun                                                 |       |
| Recurve - team         | Zuid-Korea Im Dong-hyun Lee Seung-yun Oh Jin-hyek          | Verenigde Staten Brady Ellison Jake Kaminski Joe Fanchin   | Mexico Luis Álvarez Juan René Serrano Luis Eduardo Velez     |       |
| Compound - individueel | Pierre-Julien Deloche                                      | Sergio Pagni                                               | Aleksandr Dambajev                                           |       |
| Compound - team        | Verenigde Staten Braden Gellenthien Reo Wilde Dave Cousins | Zuid-Afrika DP Bierman Gabriel Badenhorst Patrick Roux     | Zuid-Korea Choi Yong-hee Min Li-hong Kim Jong-ho             |       |
| Vrouwen                |                                                            |                                                            |                                                              |       |
| Recurve - individueel  | Yun Ok-hee                                                 | Ki Bo-bae                                                  | Alejandra Valencia                                           |       |
| Recurve - team         | India Rimil Buriuly Deepika Kumari Bombayla Devi           | Zuid-Korea Chang Hye-jin Joo Hyun-jung Ki Bo-bae           | Denemarken Carina Christiansen Maja Jager Anne Marie Laursen |       |
| Compound - individueel | Albina Loginova                                            | Erika Jones                                                | Kristina Berger                                              |       |
| Compound - team        | Italië Anastasia Anastasio Laura Longo Marcella Tonioli    | Verenigde Staten Carli Cochran Erika Jones Tristan Skarvan | Zuid-Korea Choi Bo-min Seo Jung-hee Seok Ji-hyun             |       |
| Teams                  |                                                            |                                                            |                                                              |       |
| Recurve - gemengd      | Zuid-Korea Yun Ok-hee Oh Jin-hyek                          | Italië Mauro Nespoli Natalia Valeeva                       | Chinees Taipei Chen Hsin-Fu Lin Shih-Chia                    |       |
| Compound - gemengd     | Verenigde Staten Braden Gellenthien Erika Jones            | Rusland Aleksandr Dambajev Albina Loginova                 | Nederland Peter Elzinga Inge Van Caspel                      |       |

2006 ·
2007 ·
2008 ·
2009 ·
2010 ·
2011 ·
2012 ·
2013 ·
2014 ·
2015 ·
2016 ·
2017 ·
2018 ·
2019 ·
2020 ·
2021 ·
2022 ·
2023 ·
2024